# Bismarckturm (Herford)
Der Bismarckturm ist ein 1906 erbauter Aussichtsturm auf dem 213,7 m ü. NHN hohen Stuckenberg östlich der Stadt Herford im nordrhein-westfälischen Kreis Herford.

## Geschichte

### Vorgeschichte
An gleicher Stelle sollte bereits 1887 ein Aussichtsturm errichtet werden, jedoch wurde dieses Projekt nicht verwirklicht.
Nach der Absetzung von Otto von Bismarck nahm auch in Herford der Bismarckkult unter Teilen des Deutsch-Nationalen Bürgertum zu. Wohingegen die politisch denkende Arbeiterschaft in Bismarck einen Gegner sah. Ein Höhepunkt des Bismarckkultes war ein Sonderzug nach Friedrichsruh dem Wohnsitz von Otto von Bismarck am 7. Juli 1893 in dem auch 30 Herforder Mitglieder des Bürgertums mitfuhren.

### Entstehungsgeschichte
Nach dem Tod von Otto von Bismarck 1898, wurde im Jahr 1904 durch Teile des Nationalen Herforder Bürgertums erneut der Bau eines Turmes, diesmal als Bismarckturm, in Angriff genommen. Nach einem Spendenaufruf war im Jahr 1905 ausreichend Geld gesammelt, um die Errichtung konkret ins Auge zu fassen. Ein Aspekt der Planung war, dass vom Turm aus der Bismarckturm Porta Westfalica auf dem Jakobsberg in Porta Westfalica sichtbar sein sollte. Die Mindener Forstverwaltung stellte das Grundstück zur Verfügung. Nach einem Architektenwettbewerb entschied man sich für den Entwurf von Wilhelm Oldemeyer aus Spenge.
Am 1. April 1906 fand die Grundsteinlegung statt. Das Baugeschäft Althoff & Lakemeier errichtete den Turm mit Sandsteinquadern aus dem Fricke'schen Steinbruch. Die offizielle Einweihung des Turms erfolgte am 2. September 1906.

### Nationalsozialismus
Während des Nationalsozialismus wurden auf dem Vorplatz des Bismarckturms Gruben für Weitsprung und eine Aschenbahn für Laufwettkämpfe angelegt. Die Anlage diente neben dem regelmäßigen Training auch der Ausrichtung der jährlichen Bannsportfeste der Hitlerjugend.
Am 19. April 1944 am Vorabend des Geburtstages von Adolf Hitler wurden auf dem Platz vor dem Bismarckturm die Aufnahme der Pimpfe in die Hitlerjugend zelebriert.

### Aktuellere Entwicklung
1992 wurde der Turm unter Denkmalschutz gestellt.
Nach Vandalismusschäden erfolgte 1993 eine Sanierung des Turms, er wurde zunächst aber nicht für die Öffentlichkeit freigegeben. 1996 bildete sich der Freundeskreis Herforder Bismarckturm e. V., der nach umfangreichen Sicherungsmaßnahmen heute den Turm jeden ersten und dritten Sonntag in den Monaten von April bis Oktober zur Besichtigung öffnet.
Aus Spendenmitteln konnte zudem eine Schutzhütte am Turm errichtet werden, die am 16. Juni 2002 eingeweiht wurde.
Bei der Einweihung des Spremberger Bismarckturmes hält der Vertreter des Herforder Bismarckvereines eine Rede, in der er behauptet, dass Bismarck das deutsche Reich so fest gefügt hätte, dass es zwei Weltkriege überstanden hätte.
Bei der Jahrfeier zum hundertjährigen Bestehen des Herforder Bismarckturmes nahm auch Ferdinand von Bismarck teil. Danach lud er den Freundeskreis-Vorsitzenden samt Ehefrau zur Gedenkstunde zum Tag der Deutschen Einheit in Friedrichsruh ein.

## Architektur
Der Turm hat einen quadratischen Grundriss sowie einen dreistufigen Sockel und wurde als Aussichtsturm mit einer Feuerschale gebaut. Diese Feuerschale hatte einen Durchmesser von 3,5 m und wurde ursprünglich mit petroleumgetränktem Torf befeuert. Die Befeuerung sollte – wie bei der Mehrzahl aller Bismarcktürme – vor allem zum Geburtstag von Otto von Bismarck, zur Sommersonnenwende oder zu nationalen Fest- und Feiertagen stattfinden.
Die Höhe des Turms beträgt exakt 23,33 m. Über eine Innentreppe mit 90 Stufen ist in 18,02 m Höhe eine überdachte Aussichtsplattform zu erreichen. Von hier führt eine eiserne Wendeltreppe mit 21 Stufen zur oberen Aussichtsplattform in 22,06 m Höhe, die einen weiten Ausblick auf Herford und das Ravensberger Land ermöglicht. Die Feuerschale wurde zwecks besserer Begehbarkeit der oberen Plattform mit einer Metallplatte abgedeckt.